# يوهان أمبروسيوس باخ
يوهان أمبروسيوس باخ (بالألمانية: Johann Ambrosius Bach)‏ (و. 1645 – 1695 م) هو ملحن، وموزع (موسيقى)، ولد في إرفورت، توفي في أيسناخ، عن عمر يناهز 50 عاماً.